# 斯納格岩
斯納格岩（英語：Snag Rocks）是南極洲的岩石，處於羅卡群島和米里亞德群島之間的弗倫奇海峽，屬於威廉群島的一部分，由英國南極名稱諮詢委員會命名，現時由南極條約體系管理。